# Haplochernes kraepelini
Espèce
Synonymes
- Chelifer kraepelini Tullgren, 1905

Haplochernes kraepelini est une espèce de pseudoscorpions de la famille des Chernetidae.

## Distribution
Cette espèce se rencontre en Indonésie, en Papouasie-Nouvelle-Guinée et aux États fédérés de Micronésie.

## Description
Les femelles mesurent de 3 à 3,5 mm.

## Publication originale
- Tullgren, 1905 : Einige Chelonethiden aus Java. Mitteilungen aus dem Naturhistorischen Museum in Hamburg, vol. 22, p. 37-47 (texte intégral).